# Stirostoma longicorne
Stirostoma longicorne är en stekelart som beskrevs av Cameron 1912. Stirostoma longicorne ingår i släktet Stirostoma och familjen bracksteklar. Inga underarter finns listade i Catalogue of Life.